# Championnats du monde de gymnastique rythmique 1965
Navigation
Édition précédente Édition suivante
Les championnats du monde de gymnastique rythmique 1965, deuxième édition des championnats du monde de gymnastique rythmique, ont eu lieu les 3 et 4 décembre 1965 à Prague, en Tchécoslovaquie.

## Tableaux des médailles

### Tableau des médailles par épreuve
| Épreuve                      | Or                        | Argent                          | Bronze                          |
| ---------------------------- | ------------------------- | ------------------------------- | ------------------------------- |
| Concours général individuel  | Hana Mičechová (TCH)      | Tatiana Kravtchenko (URS)       | Hana Machatová-Bogušovská (TCH) |
| Concours général sans engins | Tatiana Kravtchenko (URS) | Hana Machatová-Bogušovská (TCH) | Hana Mičechová (TCH)            |
| Concours général avec engins | Hana Mičechová (TCH)      | Tatiana Kravtchenko (URS)       | Lilia Nazmoutdinova (URS)       |

### Tableau des médailles par pays
| Rang  | Nation           | Or | Argent | Bronze | Total |
| ----- | ---------------- | -- | ------ | ------ | ----- |
| 1     | Tchécoslovaquie  | 2  | 1      | 2      | 5     |
| 2     | Union soviétique | 1  | 2      | 1      | 4     |
| Total | Total            | 3  | 3      | 3      | 9     |